# Pentacepheus malindangensis
Pentacepheus malindangensis är en kvalsterart som beskrevs av Corpuz-Raros 2004. Pentacepheus malindangensis ingår i släktet Pentacepheus och familjen Tetracondylidae. Inga underarter finns listade i Catalogue of Life.